# 1976-os Formula–1 nyugat-amerikai nagydíj
A nyugat-amerikai nagydíj volt az 1976-os Formula–1 világbajnokság harmadik futama.

## Futam
| Helyezés | #  | Versenyző          | Csapat/Motor       | Körök | Idő/Kiesés oka | Rajthely | Pontszám |
| -------- | -- | ------------------ | ------------------ | ----- | -------------- | -------- | -------- |
| 1        | 2  | Clay Regazzoni     | Ferrari            | 80    | 1:53:18,471    | 1        | 9        |
| 2        | 1  | Niki Lauda         | Ferrari            | 80    | + 42,414       | 4        | 6        |
| 3        | 4  | Patrick Depailler  | Tyrrell-Ford       | 80    | + 49,972       | 2        | 4        |
| 4        | 26 | Jacques Laffite    | Ligier-Matra       | 80    | + 1:12,828     | 12       | 3        |
| 5        | 12 | Jochen Mass        | McLaren-Ford       | 80    | + 1:22,292     | 14       | 2        |
| 6        | 30 | Emerson Fittipaldi | Fittipaldi-Ford    | 79    | + 1 kör        | 16       | 1        |
| 7        | 17 | Jean-Pierre Jarier | Shadow-Ford        | 79    | + 1 kör        | 7        |          |
| 8        | 22 | Chris Amon         | Ensign-Ford        | 78    | +2 kör         | 17       |          |
| 9        | 8  | Carlos Pace        | Brabham-Alfa Romeo | 77    | + 3 kör        | 13       |          |
| 10       | 10 | Ronnie Peterson    | March-Ford         | 77    | + 3 kör        | 6        |          |
| HN       | 19 | Alan Jones         | Surtees-Ford       | 70    |                | 19       |          |
| HN       | 28 | John Watson        | Team Penske-Ford   | 69    |                | 9        |          |
| Kiesett  | 3  | Jody Scheckter     | Tyrrell-Ford       | 34    | Felfüggesztés  | 11       |          |
| Kiesett  | 16 | Tom Pryce          | Shadow-Ford        | 32    | Féltengely     | 5        |          |
| Kiesett  | 27 | Mario Andretti     | Parnelli-Ford      | 15    | Vízszivárgás   | 15       |          |
| Kiesett  | 11 | James Hunt         | McLaren-Ford       | 3     | Baleset        | 3        |          |
| Kiesett  | 34 | Hans-Joachim Stuck | March-Ford         | 2     | Baleset        | 18       |          |
| Kiesett  | 9  | Vittorio Brambilla | March-Ford         | 0     | Baleset        | 20       |          |
| Kiesett  | 7  | Carlos Reutemann   | Brabham-Alfa Romeo | 0     | Baleset        | 10       |          |
| Kiesett  | 6  | Gunnar Nilsson     | Lotus-Ford         | 0     | Felfüggesztés  | 8        |          |
| NK       | 21 | Michel Leclère     | Wolf-Williams-Ford |       |                | 0        |          |
| NK       | 31 | Ingo Hoffmann      | Fittipaldi-Ford    |       |                | 0        |          |
| NK       | 35 | Arturo Merzario    | March-Ford         |       |                | 0        |          |
| NK       | 5  | Bob Evans          | Lotus-Ford         |       |                | 0        |          |
| NK       | 20 | Jacky Ickx         | Wolf-Williams-Ford |       |                | 0        |          |
| NK       | 24 | Harald Ertl        | Hesketh-Ford       |       |                | 0        |          |
| NK       | 18 | Brett Lunger       | Surtees-Ford       |       |                | 0        |          |

## Statisztikák
Vezető helyen:
- Clay Regazzoni: 80 (1-80)

Clay Regazzoni 4. győzelme, 5. pole-pozíciója, 11. leggyorsabb köre, egyetlen mesterhármasa (gy, pp, lk)
- Ferrari 61. győzelme.

Chris Amon 100. versenye.